# Molly O
Molly O' és una pel·lícula muda de la Mack Sennett-Mabel Normand Productions dirigida per F. Richard Jones i protagonitzada per Mabel Normand en la seva primera actuació després de deixar la Goldwyn. Es va estrenar el novembre de 1921. L'estrena es va endarrerir una mica per l'escàndol de la mort de Virginia Rappe en una festa de Roscoe Arbuckle en la que l'actor Lowell Sherman hi era convidat. La pel·lícula, que va costar aproximadament 250.000 dòlars, va suposar uns ingressos propers al milió de dòlars tot i que hagueren pogut ser molt superiors a no ser per l'escàndol que va suposar la mort de William Desmond Taylorr: la darrera persona que el va veure viu i, per tant, en algun moment fou sospitosa, va ser Mabel Normand.

## Argument
Molly O'Dair, és una noia de classe treballadora que la seva mare és bugadera i el seu pare un constructor de séquies. La noia està enamorada del doctor John Bryant, un jove milionari solter del que segueix les seves obres filantròpiques pels diaris. El pare voldria que es cases amb Jim Smith, el seu ajudant. Més tard, quan va tornar la roba neta a un club de camp se’l troba i ell, atret per la seva simpatia, la porta a passejar en cotxe. La xicota de Bryant, Miriam, s'assabenta, i quan en un ball de disfresses confon a Molly per ella, decideix trencar el compromís i li torna el seu anell. Tornant a casa, Molly es troba amb Jim Smith, que li retreu que hagi anat al ball i es rescatada per Bryant. El pare mal-interpreta la situació i la fa fora de casa.
Quan l'endemà el pare canvia d'idea i la va a buscar a casa del Dr., la troba en el dormitori de Bryant per lo que està a punt de matar-lo a trets. Tot s'aclareix quan ell li explica que s'han casat. Posteriorment, Jim i el seu germà fan que el germà de Molly contregui deutes amb ells. Molly queda amb el germà de Jim en un aeròdrom per donar-li aquests diners i és segrestada en un zepelí. Al final, el marit es presenta amb un hidroavió i la rescata.

## Repartiment
- Mabel Normand (Molly O')
- George Nichols (Tim O'Dair)
- Anna Dodge	(Mrs. Tim O'Dair)
- Albert Hackett (Billy O'Dair)
- Eddie Gribbon (Jim Smith)
- Jack Mulhall (Dr. John S. Bryant)
- Lowell Sherman as Fred Manchester
- Jacqueline Logan (Miriam Manchesteer)
- Ben Deeley (Albert Faulkner)
- Gloria Davenport (Mrs. James W. Robbins)
- Carl Stockdale (l'home silueta)
- Eugenie Besserer (Antonia Bacigalupi)
- Al Cooke (home en una llotja durant el ball)
- Floy Guinn (no acreditat)
- Irene (no acreditada)
- Mildred June (no acreditada)
- Kathryn McGuire (no acreditada)
- John B. O'Brien (no acreditat)
- John J. Richardson (no acreditada)
- Peggy Rompers (no acreditat)
- Ben Turpin (no acreditat)